# Лебедевка (Кормянский район)
Лебедевка (бел. Лебядёўка) — деревня в Барсуковском сельсовете Кормянского района Гомельской области Беларуси.
На севере граничит с лесом.

## Административное устройство
До 11 января 2023 года входила в состав Каменского сельсовета. В связи с объединением Каменского и Барсуковского сельсоветов Кормянского района Гомельской области в одну административно-территориальную единицу — Барсуковский сельсовет, включена в состав Барсуковского сельсовета.

## География

### Расположение
В 4 км на запад от Кормы, в 53 км от железнодорожной станции Рогачёв (на линии Могилёв — Жлобин), в 110 км от Гомеля.

### Гидрография
На реке Коромка (приток реки Сож). На западе мелиоративные каналы, соединённые с рекой Гутлянка (приток реки Днепр).

## Транспортная сеть
Рядом автодорога Корма — Журавичи). Планировка состоит из почти прямолинейной улицы, ориентированной с юго-запада на северо-восток и застроенной двусторонне, неплотно, преимущественно деревянными домами усадебного типа.

## История
О деятельности человека в этих местах в древние времена свидетельствует обнаруженный археологами курганный могильник из 7 насыпей (в 0,25 км на юго-восток от деревни). Согласно письменным источникам известна с XVIII века как деревня в Речицком повете Минского воеводства Великого княжества Литовского.
После 1-го раздела Речи Посполитой (1772 год) в составе Российской империи. Согласно ревизии 1816 года 48 дворов в Кормянской волости Рогачёвского уезда Могилёвской губернии. Согласно ревизии 1859 года во владении И. И. Богуша. Согласно переписи 1897 года действовали хлебозапасный магазин, ветряная мельница. В 1909 году 554 десятин земли. В 1929 году организован колхоз. Согласно переписи 1959 года в составе колхоза «Октябрь» (центр — деревня Кучин).

## Население

### Численность
- 2004 год — 41 хозяйство, 104 жителя.

### Динамика
- 1897 год — 62 двора, 343 жителя (согласно переписи).
- 1909 год — 69 дворов, 483 жителя.
- 1959 год — 494 жителя (согласно переписи).
- 2004 год — 41 хозяйство, 104 жителя.